# Hugh Binning
Hugh Binning, född 1627, död 1653, var en skotsk filosof. Han blev professor i filosofi vid nitton års ålder, vid University of Glasgow, och var en lärjunge till James Dalrymple. Senare i livet blev han främst känd som evangelisk kristen.
Hans filosofi rör sig främst kring religiösa och etiska teman.